# James L. Alcorn
James Lusk Alcorn, född 4 november 1816 i Pope County, Illinois, död 19 december 1894 i Coahoma County, Mississippi, var en amerikansk politiker och general i Amerikas konfedererade staters armé under det amerikanska inbördeskriget. Han var guvernör i Mississippi 1870–1871. Han representerade sedan Mississippi i USA:s senat 1871–1877.

## Tidiga liv
Alcorn studerade vid Cumberland College i Princeton, Kentucky. Han studerade sedan juridik och inledde 1844 sin karriär som advokat i Mississippi. Han representerade whigpartiet i båda kamrarna av delstaten Mississippis lagstiftande församling. Han var en förmögen plantageägare i Mississippi.

## Inbördeskriget
Alcorn tjänstgjorde i 18 månader i sydstatsarmén under amerikanska inbördeskriget, som brigadgeneral. Båda hans söner dog under krigstiden, James stupade och Henry avled i tyfoidfeber.

## Republikansk politiker
Alcorn vann guvernörsvalet i Mississippi 1869 som republikanernas kandidat. Han efterträdde 1870 Adelbert Ames som guvernör. Han stödde grundandet av Alcorn University år 1871. Det första statliga universitetet för afroamerikanska studenter fick sitt namn efter Alcorn. Han avgick 1871 som guvernör för att efterträda Hiram Rhodes Revels som senator för Mississippi. Revels blev i stället rektor för Alcorn University. Alcorn efterträddes 1877 som senator av Lucius Quintus Cincinnatus Lamar.

## Gravplats
Alcorns grav finns på familjekyrkogården Alcorn Cemetery i Coahoma County. Alcorn County har fått sitt namn efter James L. Alcorn.